# Површински интеграл
Површински интеграл у математици представља генерализацију вишеструких интеграла за интеграцију преко површина. Може се сматрати као двоструки интеграл аналогно криволинијском интегралу. С обзиром на површину, може се интегрисати преко њених скаларних поља (тј. функција које враћају скаларе као вредности) и векторских поља (тј. функција које враћају векторе као вредности).
Површински интеграли имају примену у физици, делом са теоријама класичног електромагнетизма.

## Површински интеграл скаларних поља
Како би се пронашла експлицитна формула за површински интеграл, потребно је параметризовати површину интереса, S, сматрајући систем криволинијских координата на S, као и географску ширину и дужину на сфери. Нека таква параметризација буде {\displaystyle x} (s, t), где (s, t) варира у некој области Т у равни. Затим, површински интеграл је дат
{\displaystyle \iint \limits _{S}f\,\mathrm {d} \Sigma =\iint \limits _{T}f(\mathbf {x} (s,t))\left\|{\partial \mathbf {x}  \over \partial s}\times {\partial \mathbf {x}  \over \partial t}\right\|\mathrm {d} s\,\mathrm {d} t}
где је израз између линија на десној страни величина унакрсног производа парцијалних извода {\displaystyle x} (s, t) и познат је као површински елемент. Површински интеграл се такође може изразити у еквивалентном облику
{\displaystyle \iint \limits _{S}f\,\mathrm {d} \Sigma =\iint \limits _{T}f(\mathbf {x} (s,t)){\sqrt {g}}\,\mathrm {d} s\,\mathrm {d} t}
где је g детерминанта првог фундаменталног облика површинског пресликавања {\displaystyle x} (s, t).
На пример, ако желимо да нађемо површину графа неке скаларне функције, рецимо {\displaystyle z=f(x,y)}, имамо
{\displaystyle {\displaystyle A=\iint \limits _{S}\,\mathrm {d} \Sigma =\iint \limits _{T}\left\|{\partial \mathbf {r}  \over \partial x}\times {\partial \mathbf {r}  \over \partial y}\right\|\mathrm {d} x\,\mathrm {d} y}}
где је {\displaystyle {\displaystyle \mathbf {r} =(x,y,z)=(x,y,f(x,y))}\mathbf {r} =(x,y,z)=(x,y,f(x,y))}. Тако да {\displaystyle {\partial \mathbf {r}  \over \partial x}=(1,0,f_{x}(x,y))} и {\displaystyle {\partial \mathbf {r}  \over \partial y}=(0,1,f_{y}(x,y))}следи
{\displaystyle {\displaystyle {\begin{aligned}A&{}=\iint \limits _{T}\left\|\left(1,0,{\partial f \over \partial x}\right)\times \left(0,1,{\partial f \over \partial y}\right)\right\|\mathrm {d} x\,\mathrm {d} y\\&{}=\iint \limits _{T}\left\|\left(-{\partial f \over \partial x},-{\partial f \over \partial y},1\right)\right\|\mathrm {d} x\,\mathrm {d} y\\&{}=\iint \limits _{T}{\sqrt {\left({\partial f \over \partial x}\right)^{2}+\left({\partial f \over \partial y}\right)^{2}+1}}\,\,\mathrm {d} x\,\mathrm {d} y\end{aligned}}}}
што је стандардна формула за површину површине описане на овај начин. Вектор се може препознати у другом реду изнад као нормалан вектор на површину.
Треба имати на уму да, због присуства унакрсног производа, горенаведене формуле вреде само за површине уграђене у тродимензионални простор.